# Dicranella fontana
Dicranella fontana là một loài rêu trong họ Dicranaceae. Loài này được Herzog Larraín mô tả khoa học đầu tiên năm 2010.